# 免疫抑制
免疫抑制（めんえきよくせい、Immunosuppression）とは、免疫系の活性化能力や有効性の低下を意味する語である。免疫系の一部は、免疫系の他の部分に対して免疫抑制作用を有しており、また、他の疾患の治療に関する副作用として免疫抑制が起こることもある。
一般に、意図的な免疫抑制は、臓器移植の際の身体の拒絶反応を抑止する為に実施される。更に、骨髄移植後の移植片対宿主病の治療や、全身性エリテマトーデス、関節リウマチ、シェーグレン症候群、クローン病などの自己免疫疾患の治療にも使用されている。一般的には薬剤を用いて行われるが、手術（脾臓摘出術）や血漿交換法、放射線を用いる場合もある。免疫抑制療法を受けている患者や他の理由（化学療法やHIV）で免疫系が弱っている患者は、免疫不全状態と呼ばれる。

## 意図的免疫抑制

アザチオプリン

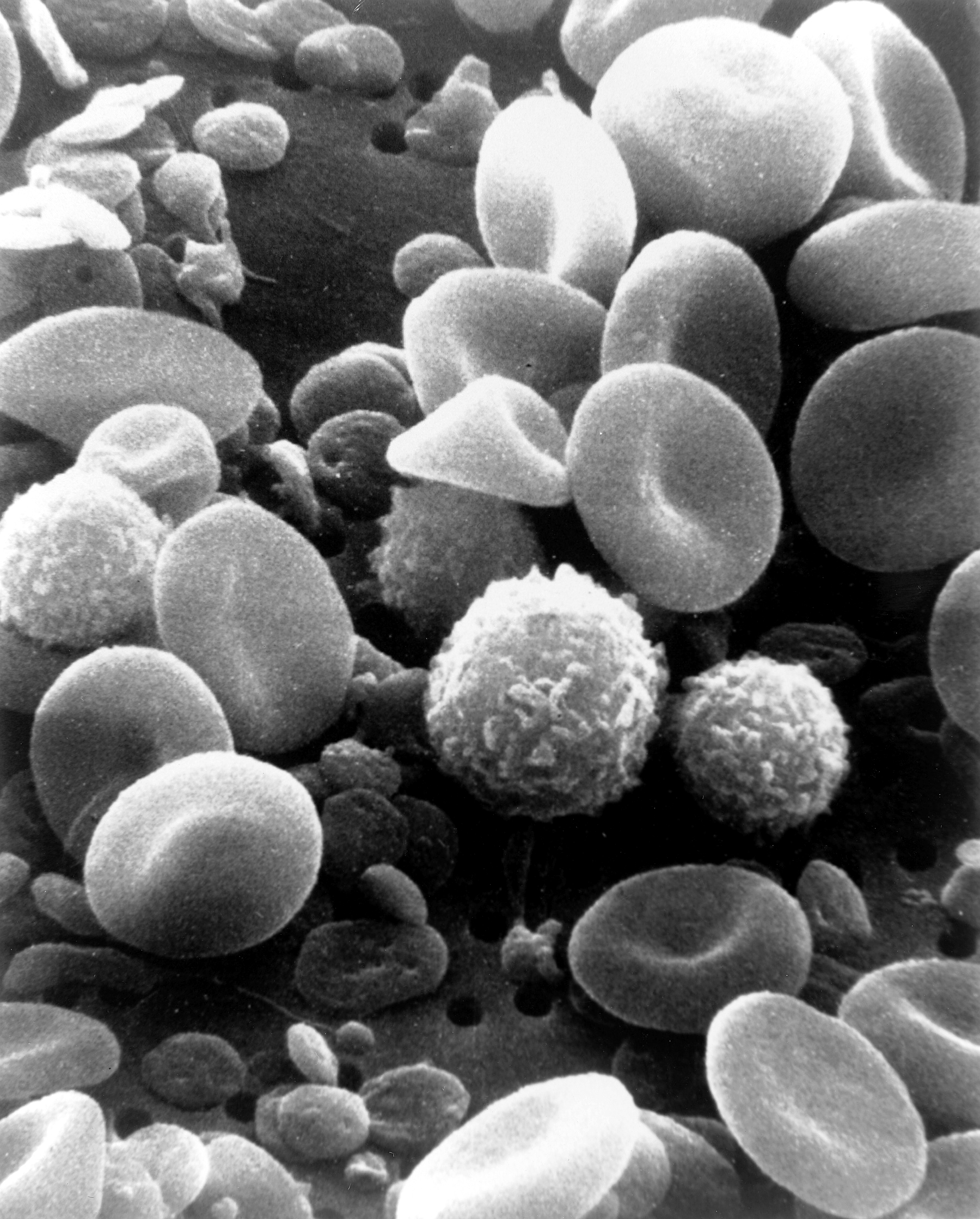
表面がギザギザな球体が白血球、表面が滑らかな厚い円盤が赤血球。

免疫抑制薬の投与は、意図的に免疫抑制を誘導するための主な方法である。最適な状況では、免疫抑制薬は主に免疫系の過活動成分を標的とする。免疫抑制薬が必要ながんの寛解期にある患者が再発する可能性は高くない。放射線療法は、その歴史の中で、免疫力を低下させる為にも用いられて来た。ブリガム・アンド・ウィメンズ病院のジョセフ・マレー博士は、免疫抑制に関する研究で1990年にノーベル生理学・医学賞を受賞している。
免疫抑制薬は免疫不全を引き起こす可能性があり、日和見感染症の罹患率を高めたり、免疫のがん監視機能を低下させたりする。免疫抑制薬は、自己免疫疾患等で正常な免疫反応が望めない場合に処方される事がある。
ステロイドは最初に発見された免疫抑制薬の一種であるが、初期の化合物には副作用があり、その使用は制限されていた。副作用がより少ないアザチオプリンは1960年に発見され、1980年にシクロスポリン（アザチオプリンと併用）が発見されたことにより、ドナーとレシピエントの適合性が低いペアへの臓器移植が大幅に拡大され、肺移植、膵臓移植、心臓移植にも広く適用されるようになった。 臓器移植後、ドナーとレシピエントの間のヒト白血球型抗原の違いにより、身体はほぼ必ず新しい臓器を拒絶する。その結果、免疫系が新しい組織を「異物」と認識し、白血球で攻撃して除去しようとする為、提供された組織が死滅してしまう。拒絶反応を防ぐために免疫抑制薬が投与されるが、治療中は感染症や悪性腫瘍に罹り易くなる。

## 非意図的免疫抑制

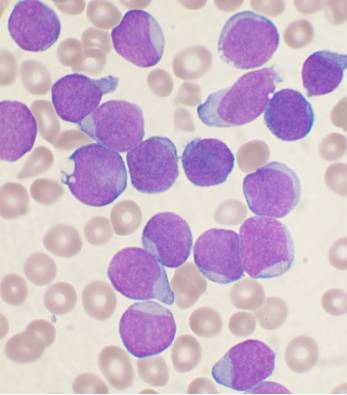
白血病の標本

非意図的な免疫抑制は、例えば、毛細血管拡張性運動失調症、補体欠損症、多くの種類の癌、ヒト免疫不全ウイルス（HIV）等の特定の慢性感染症などで起こる可能性がある。非意図的な免疫抑制は、細菌やウイルス等の病原体に対する感受性が高まるという望ましくない効果（免疫不全）を及ぼす。
免疫不全は、多くの免疫抑制薬の潜在的な副作用でもある。この意味で、免疫抑制という用語の一般的な範囲には、免疫系の機能を低下させる有益な効果と潜在的な有害な作用の両方が含まれる。
B細胞不全症やT細胞不全症は、先天的または後天的に発症する免疫障害であり、その結果、免疫不全症を引き起こすことがある（T細胞性免疫不全症の例としてネゼロフ症候群が挙げられる）。

## 関連文献
- Boraschi, Diana; Penton-Rol, Giselle (2016-01-25) (英語). Immune Rebalancing: The Future of Immunosuppression. Academic Press. ISBN 9780128033364Retrieved 6 May 2017.
- Thomson, A. W. (2001) (英語). Therapeutic Immunosuppression. Springer Science & Business Media. ISBN 9789401007658 2017年5月6日閲覧。